# Daniel Guebel
Daniel Guebel (né le 20 août 1956 à Buenos Aires) est un écrivain, dramaturge, journaliste et scénariste argentin.

## Œuvre
Romans
- 1987 : Arnulfo o los infortunios de un príncipe
- 1990 : La perla del emperador
- 1992 : Los elementales
- 1994 : Matilde
- 1994 : Cuerpo cristiano
- 1998 : El terrorista
- 2000 : Nina
- 2001 : El perseguido
- 2004 : La vida por Perón
- 2005 : Carrera y Fracassi
- 2006 : El día feliz de Charlie Feiling, avec Sergio Bizzio
- 2007 : Derrumbe
- 2009 : Mis escritores muertos (roman court)
- 2009 : El caso Voynich
- 2010 : Ella

Nouvelles
- 1992 : El ser querido
- 2008 : Los padres de Sherezade

Pièces de théâtre
- 1994 : Dos obras ordinarias, écrit avec Sergio Bizzio
- 1999 : Adiós Mein Führer
- 2009 : Tres obras para desesperar

Comme scénariste
- 1999 : Tesoro mío
- 2002 : Espléndida decadencia (documentaire sur sa pièce réalisé par Eduardo Montes Bradley et Analía Vignolles
- 2003 : Sudeste (scénario d'après roman de Haroldo Conti)
- 2005 : La vida por Perón, avec Sergio Bellotti et Luis Ziembrowski[1]

### Traduction en français
- 2015 : L'homme traqué  (trad. Denis Amutio), L'Arbre Vengeur, coll. « Forêt invisible »